# Rhein-Ruhr S-Bahn
Az S-Bahn Rhein-Ruhr egy S-Bahn hálózat Düsseldorfban és környékén. A hálózat 16 vonalból áll, teljes hossza 676 km, melyen 124 állomás található. A szerelvények általában 20 percenként járnak.
A hálózaton több különböző szolgáltató is üzemeltet vonatokat, ezáltal meglehetősen vegyes járműállománnyla találkozhatunk. Egyaránt előfordulnak motorvonatok és mozdony vontatású ingavonatok is. Az éves forgalom 130 millió fő (Düsseldorf/Rhine-Ruhr: 98 millió fő Köln: 32 millió fő).

## Képgaléria

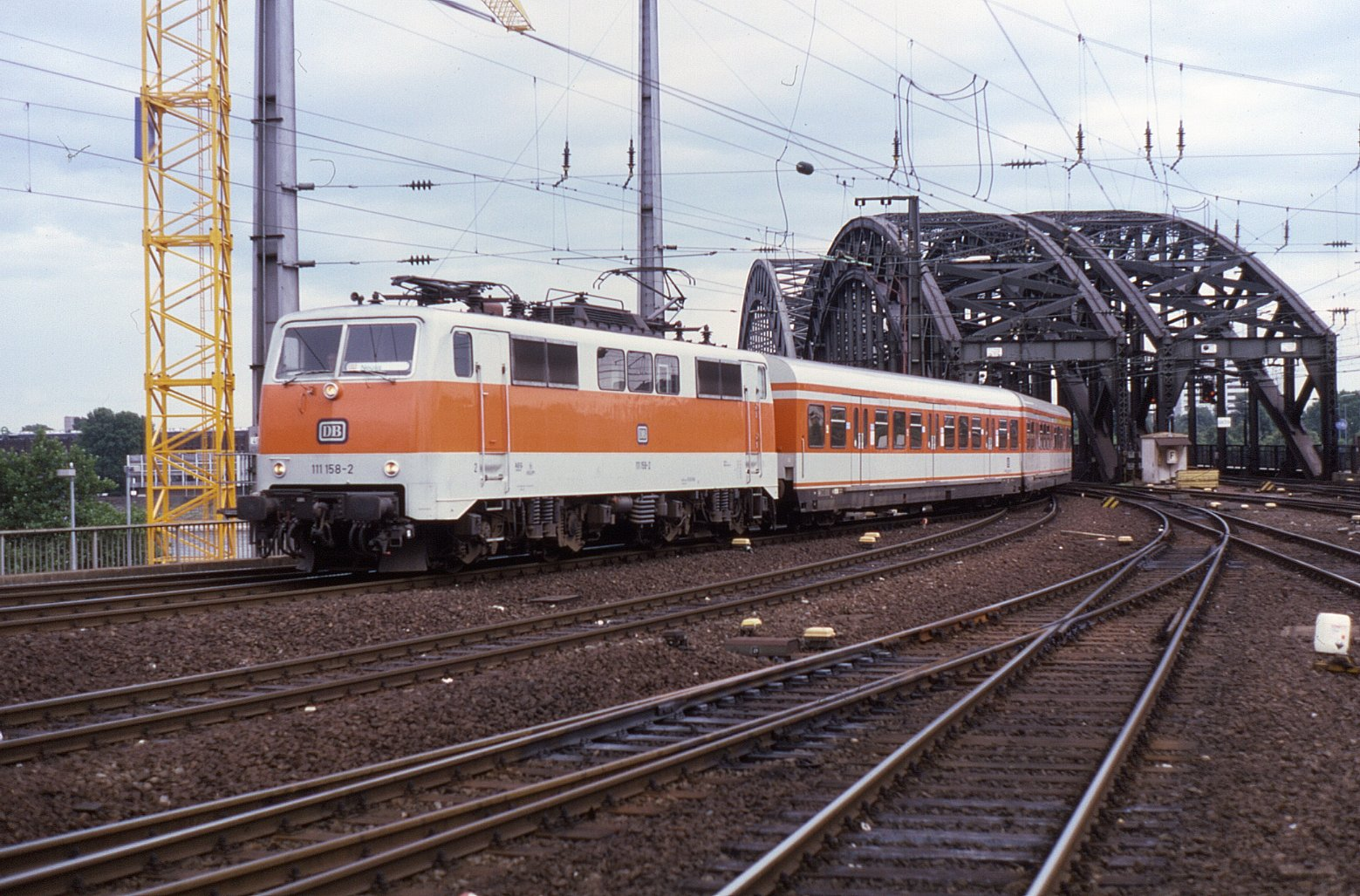
Mozdonyvontatású S-Bahn 1985-ből
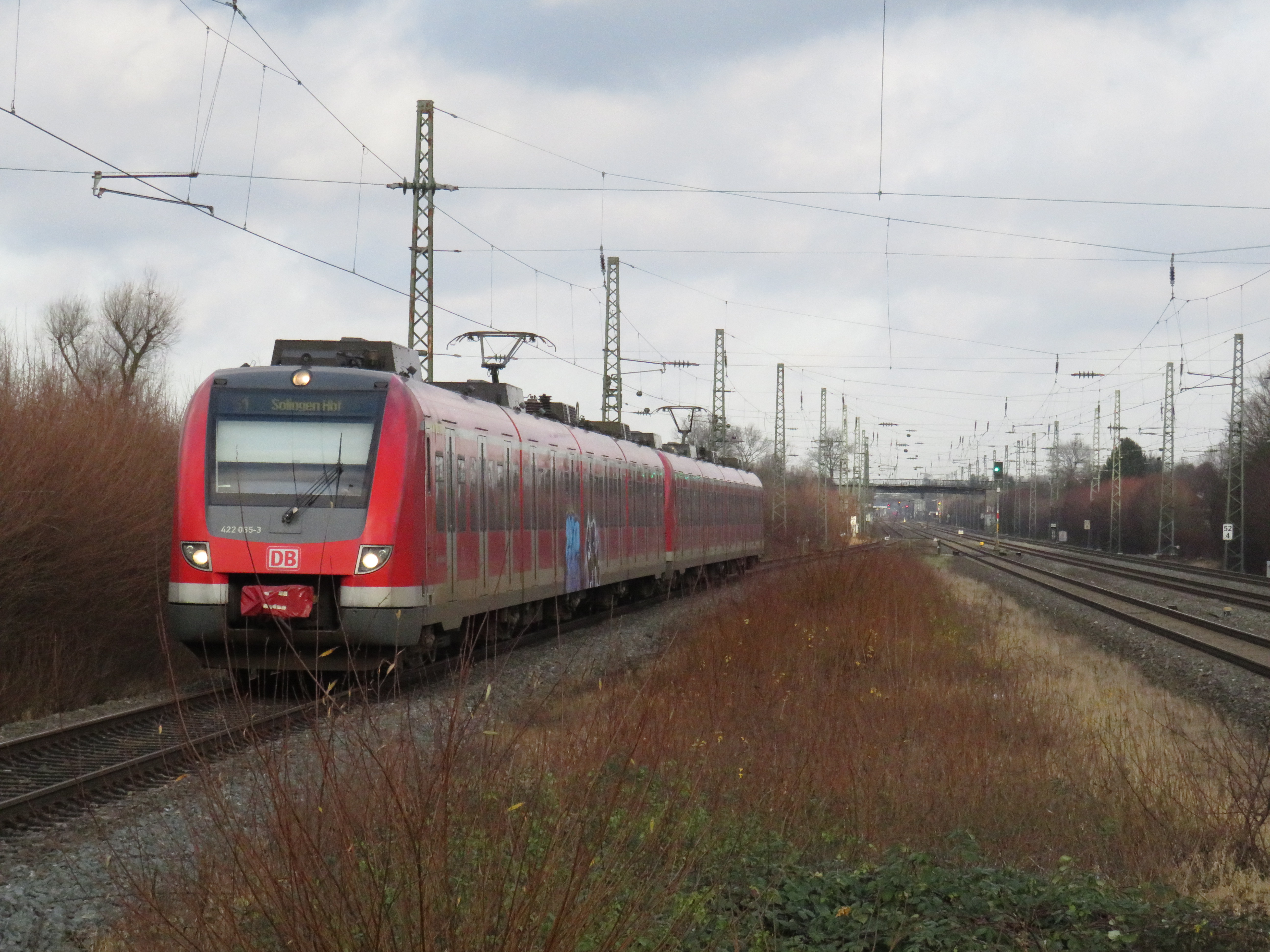
DB 422 sorozatú motorvonat S-Bahn járatként
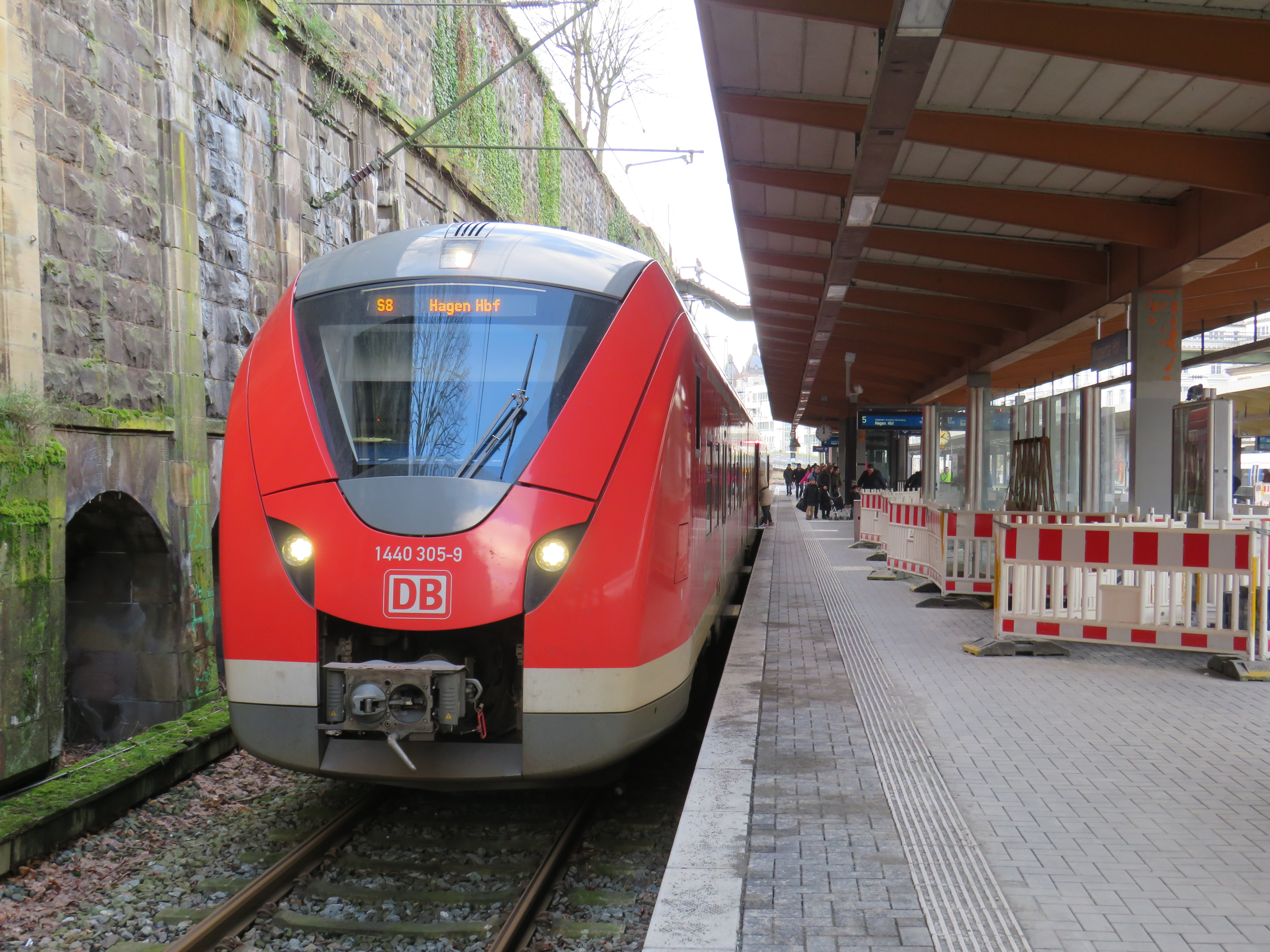
DB 1440 sorozatú motorvonat S-Bahn járatként Wuppertalban
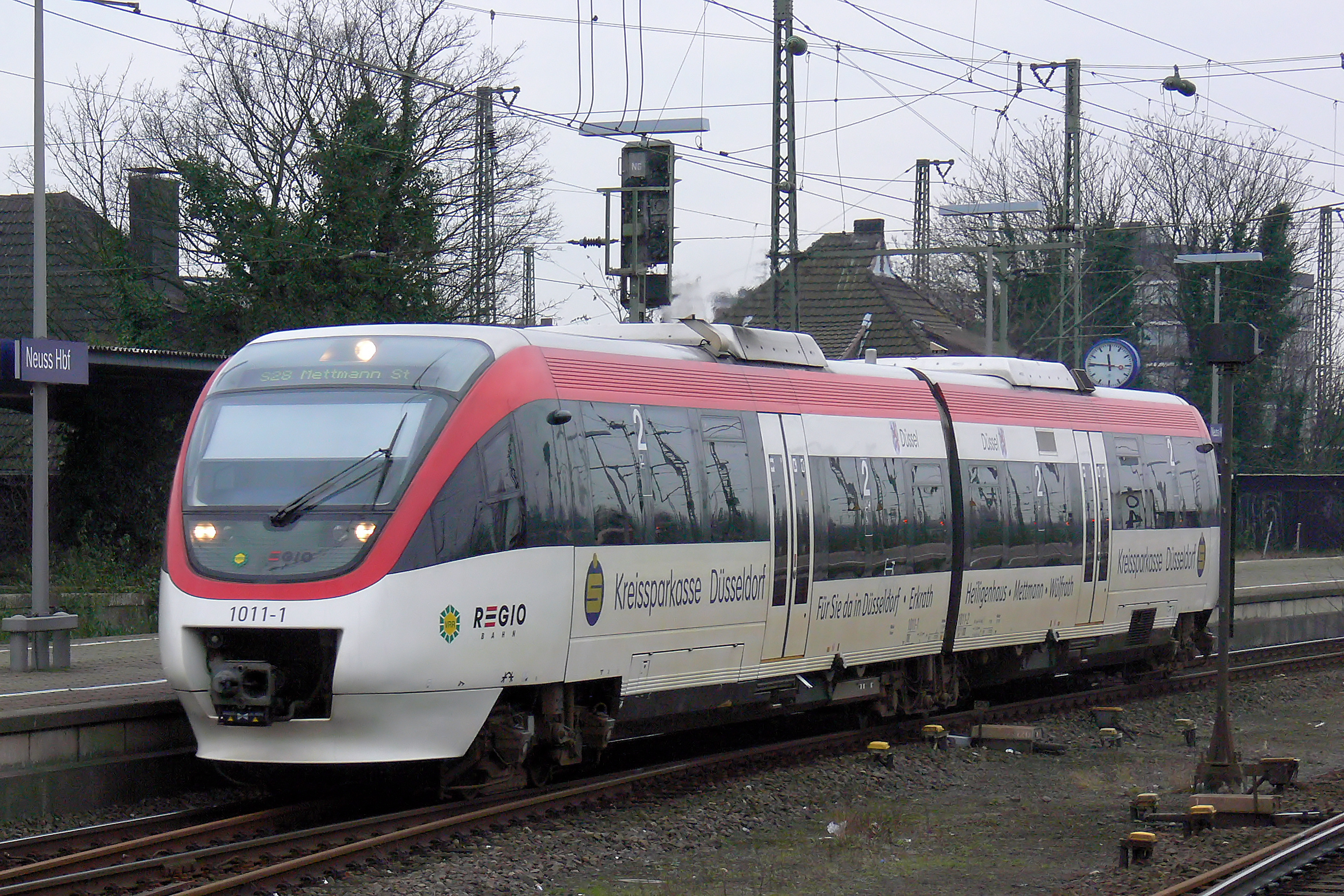
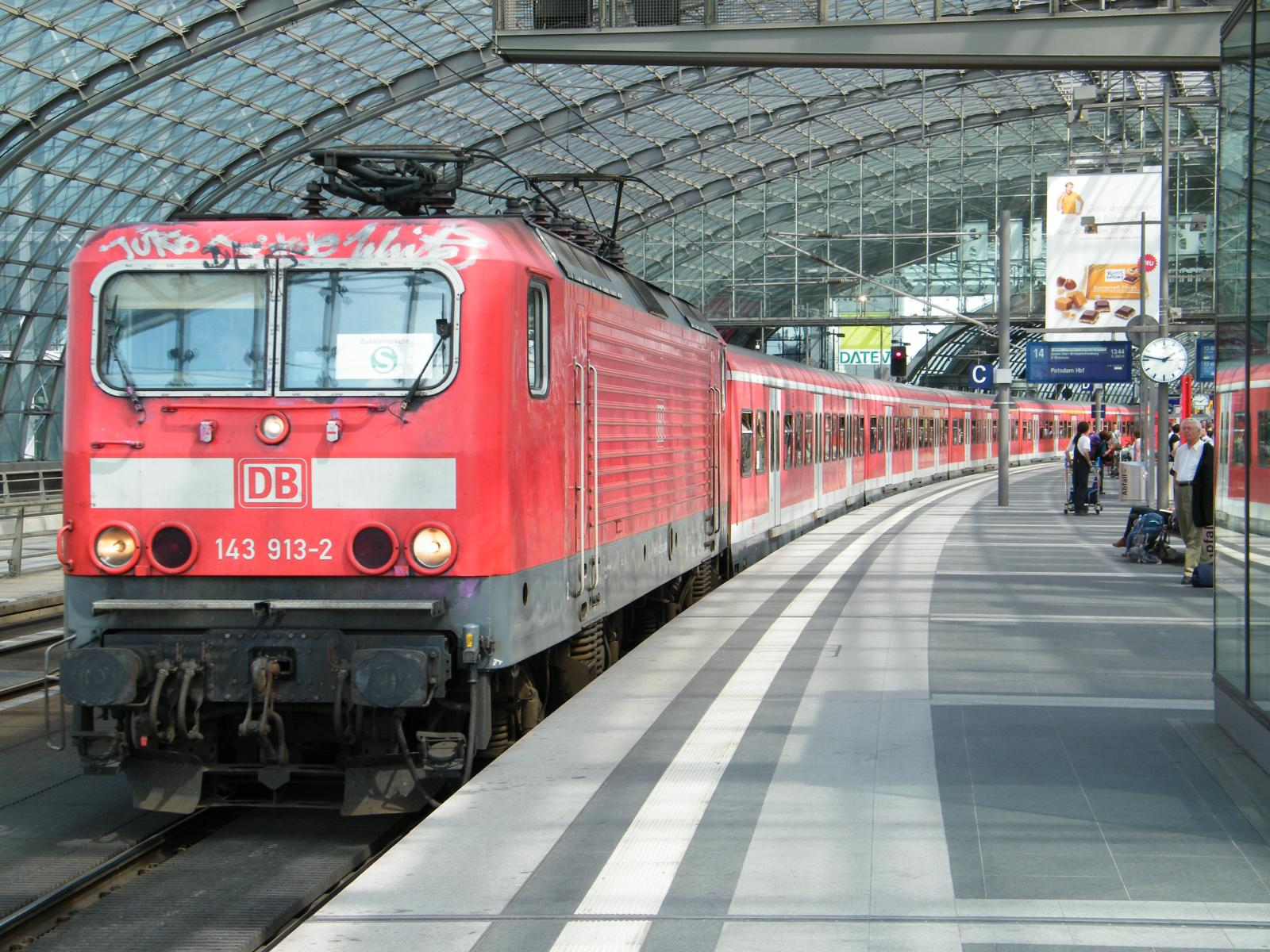
DB 143 sorozatú villamos mozdony S-Bahn szerelvénnyel Potsdam állomásán
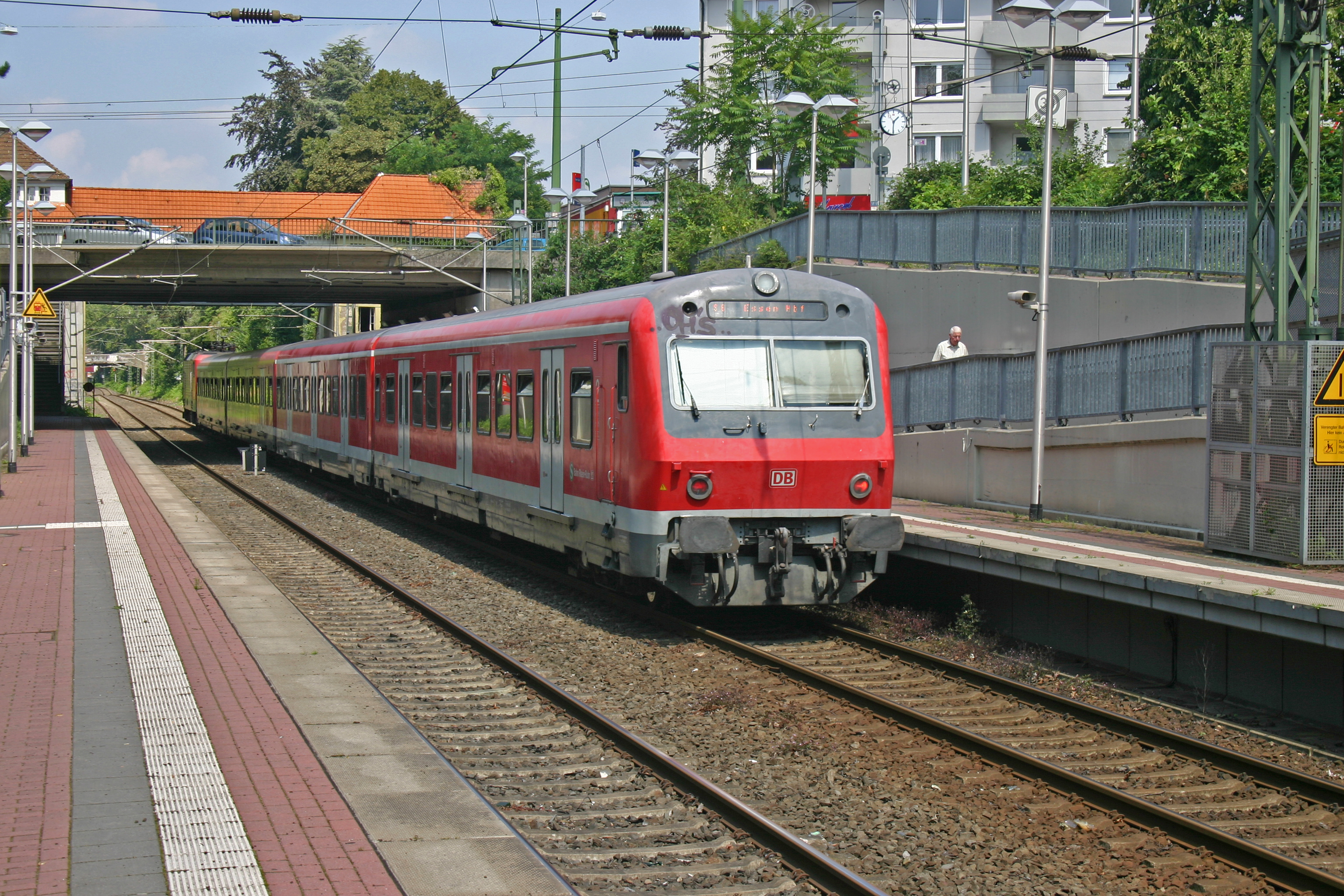
Essen Süd megálló
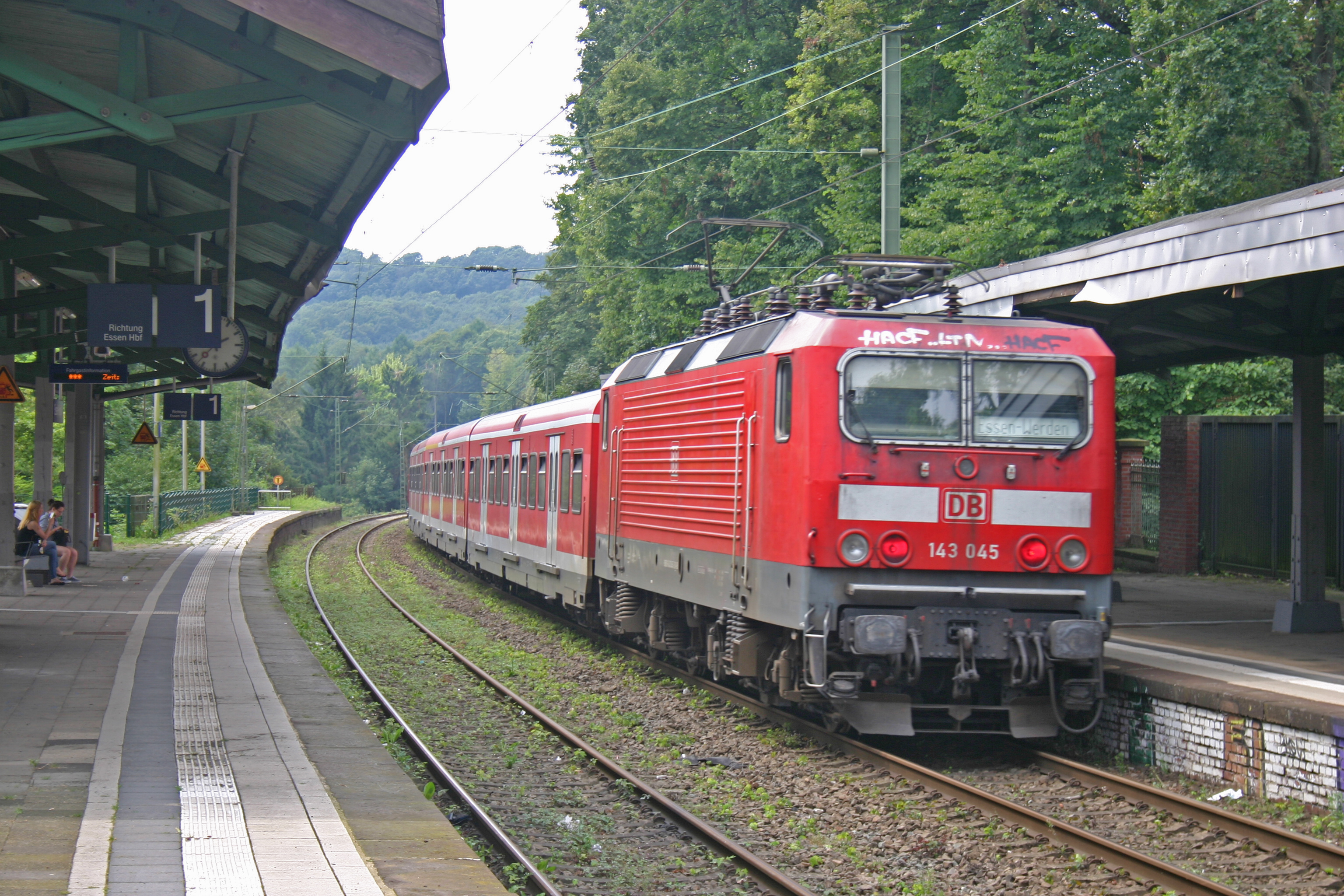
Essen Hügel megálló